# Europeiska migrationsnätverket
Europeiska migrationsnätverket (EMN) är ett nätverk som finansieras av Europeiska kommissionen och har i uppdrag att förse Europeiska unionens institutioner, samt myndigheter och regeringar i EU:s medlemsstater, med aktuell, objektiv, tillförlitlig och jämförbar information om migrations- och asylfrågor i syfte att stödja policyutvecklingen på området. Informationen som EMN tillhandahåller riktar sig också till allmänheten. Efter en pilotfas som startades 2003 fattade Europeiska unionens råd under 2008 beslut om att inrätta EMN som en permanent expertgrupp. Den rättsliga grunden är sedan dess rådets beslut av den 14 maj 2008 om inrättande av ett europeiskt migrationsnätverk (2008/381/EG).

## Målsättningar
Medlemsstaternas behov av att utbyta information om alla typer av migrationsfrågor, och genom det bidra till en gemensam asyl- och migrationspolitik, formulerades för första gången på Europeiska rådets toppmöte i Laeken 2001 och bekräftades av toppmötet i Thessaloníki 2003. Det året startades EMN som pilotprojekt. Det fleråriga Haagprogrammet, som antogs under Europeiska rådets möte den 4–5 november 2004, underströk återigen vikten av en gemensam analys av migrationsrörelser, och det efterföljande Stockholmsprogrammet nämner flera olika faktorer som ska leda till förbättrad jämförbarhet och informationsutbyte mellan medlemsländerna rörande policyutvecklingen inom området asyl och migration. Detta är huvudmålet för EMN som formellt bildades 2008.

## Struktur och organisation
EU-kommissionens generaldirektorat för inrikes frågor koordinerar EMN-arbetet centralt i samarbete med nationella kontaktpunkter (NCP:s) i EU:s medlemsstater och Norge. NCP:erna utses av respektive medlemsstats regering. Organisationsformerna varierar; det kan vara nationella ministerier eller departement, forskningsinstitutioner, icke-statliga organisationer, nationella myndigheter eller nationella representationer för internationella organisationer. I Sverige är Migrationsverket utsett till nationell kontaktpunkt. Nätverkstanken finns även på det nationella planet. Alla NCP:er samordnar ett nationellt nätverk som består av organisationer och individer verksamma inom området migration och asyl. En styrelse har tillsynen över EMN-arbetet och fattar strategiska beslut. I styrelsen ingår alla EU-medlemsstater samt, som observatörer, Europaparlamentet och Norge. EU-kommissionen är ordförande för styrelsen. 
EMN har även flera tillfälliga eller permanenta undergrupper, exempelvis en expertgrupp kring återvändandefrågor (EMN REG).

## Rapporter, studier och andra produkter
EMN framställer årliga rapporter om migration och asyl, som tidigare kallades för "policyrapporter" (Annual Policy Report), och tematiska studier om aktuella asyl- och migrationsfrågor. Rapporterna och studierna görs parallellt i alla medlemsstater och grundar sig på information som NCP:erna tar fram i samarbete med sina respektive nationella nätverk. Utifrån de nationella rapporterna skriver och publicerar EU-kommissionen så kallade ”syntesrapporter” i samarbete med ett externt konsultföretag. Syntesrapporterna sammanfattar och jämför informationen i de nationella rapporterna. De presenterar också gemensamma slutsatser som kan vara relevanta för policyutvecklingen. Utifrån de årliga rapporterna om migration och asyl producerar EMN även landfaktablad som beskriver utvecklingar inom migrations- och asylområdet i alla deltagande länder. EMN arbetar också med ”ad-hoc-frågor”, ett verktyg som de deltagande länderna och Europeiska kommissionen kan använda när de snabbt behöver information om specifika asyl- eller migrationsrelaterade frågor. Dessutom har EMN lagt fram en gemensam ordlista (glossary) som innehåller viktiga begrepp och gemensamma definitioner inom migrationsområdet. En gång per kvartal publicerar EMN ett nyhetsbrev, "EMN Bulletin", som informerar om aktuella utvecklingar kring migration och asyl på EU-nivå och i medlemsstaterna.  
EMN-publikationer har använts i olika sammanhang, till exempel Aktionsplanen om ensamkommande flyktingbarn som EU-kommissionen antog i maj 2010. I Sverige har EMN-material bland annat används vid statliga utredningar, exempelvis betänkandet av Utredningen om uppehållstillstånd på grund av praktiska verkställighetshinder (2017). EMN:s tematiska studier uppmärksammas ofta vid konferenser som anordnas av nätverkets NCP:er. Sveriges kontaktpunkt inom EMN har tagit fram ett utbildningsmaterial på svenska som informerar om olika migrations- och asylrelaterade termer och begrepp, "Ord om migration".  
EMN har ett nära samarbete med andra relevanta enheter och organisationer såsom EU-kommissionens avdelning för forskning och innovation, Europeiska unionens byrå för grundläggande rättigheter (FRA), Eurostat, Eurocities, European Policy Centre, Europeiska gräns- och kustbevakningsbyrån (Frontex) och Europeiska unionens asylbyrå (EASO).

## Utveckling
En oberoende extern utvärdering av EMN gjordes under 2010 och 2011. Målet var att undersöka EMN:s effektivitet och att mäta i vilken utsträckning nätverket uppfyller sina målsättningar. I synnerhet skulle EMN-arbetets relevans för policyutvecklingen bedömas. Utvärderingen visade bland annat att EMN i stort sett har nått sina målsättningar och bidrar till policyutvecklingen, men att teman för studier och rapporter skulle kunna anpassas ännu mer till den konkreta politiska agendan. 
Under 2011 producerade EMN studier om ”Viseringspolitik som migrationskanal” och irreguljär migration. Huvudstudien 2012 handlade om migration av studenter från tredjeländer till EU. Under 2013 producerades fyra tematiska studier rörande invandring av högkvalificerad arbetskraft, mottagningssystem för asylsökande, människohandel samt sociala skyddssystem för migranter. 2018 genomförde EMN studier om bl.a. effekter av visumliberalisering, internationella studenter, och integrationspolitik för tredjelandsmedborgare.